# ジョセファス・ダニエルズ (ミサイル巡洋艦)
| USS Josephus Daniels (CG-27) | |
| 艦歴                         | |
| 発注:                        | 1961年5月18日 |
| 起工:                        | 1962年4月23日 |
| 進水:                        | 1963年12月2日 |
| 就役:                        | 1965年5月8日 |
| 退役:                        | 1994年1月21日 |
| その後:                      | |
| 除籍:                        | 1994年1月21日 |
| 性能諸元                     | |
| 排水量:                      | 7,930トン |
| 全長:                        | 547 feet |
| 全幅:                        | 55 feet |
| 吃水:                        | 28 feet 10 inches |
| 機関:                        | ギヤード蒸気タービン2基2軸 4缶、85,000 shp                                                                                  |
| 最大速:                      | 30ノット |
| 航続距離:                    | |
| 兵員:                        | 士官、兵員418名 |
| 兵装:                        | 54口径5インチ砲1基 3インチ砲2基 テリア・ミサイルランチャー1基 15.5インチ魚雷発射管6基 ハープーン・ミサイル ファランクスCIWS |
| 航空機:                      | |
| モットー:                    | |

ジョセファス・ダニエルズ(USS Josephus Daniels, DLG/CG-27)は、アメリカ海軍のミサイル巡洋艦。ベルナップ級ミサイル巡洋艦の2番艦。艦名は第一次世界大戦時の海軍長官ジョセファス・ダニエルズに因んで命名された。
ジョセファス・ダニエルズは1961年5月18日にバス鉄工所に建造発注され、1962年4月23日に起工した。1963年12月2日にロバート・M・ウォロノフ夫人とクライド・R・リッチジュニア夫人によって進水した。彼女たちはジョセファス・ダニエルズの孫娘であった。1965年5月4日に海軍に引き渡され、1965年5月8日に就役する。
28年間以上の現役任務の後、ジョセファス・ダニエルズは1994年1月21日に退役した。1994年1月21日に除籍され、ヴァージニア州ニューポート・ニューズのフォート・ユースティスで予備役艦隊入りした。